# Iglesia de Dios israelita en Jesucristo
La Iglesia de Dios israelita en Jesucristo (ICGJC, también Iglesia de DIos en Jesucristo  )[cita requerida] ), anteriormente conocida como la Iglesia Israelí del Conocimiento Práctico Universal, es una organización estadounidense de israelitas hebreos negros . Su sede está en la ciudad de Nueva York y en 2008 tenía iglesias en ciudades de 10 estados de EE. UU. La Iglesia de Dios israelita en Jesucristo es la segunda organización israelita hebrea negra más grande de los Estados Unidos, siendo la primera Israel Unida en Cristo .

Su líder (conocido como "Sumo Sacerdote Principal") hasta su muerte en abril de 2020 fue Tazadaqyah. La Iglesia también ha sido descrita como abiertamente racista, sexista y homofóbica.

## Historia
El grupo anteriormente tenía su sede en One West 125th Street en Harlem, entonces conocida como la Escuela Israelí de Conocimiento Práctico Universal, y su movimiento más amplio se conoce como One West Camp, incluidas ramificaciones como la moderna Escuela Israelita de Conocimiento Práctico Universal.